# Републичка лига Босне и Херцеговине у фудбалу
Републичка лига Босне и Херцеговине у фудбалу била је највиша фудбалска лига у Босни и Херцеговини за време СФРЈ. Била је лига трећег ранга унутар југословенског фудбалског система и првак се пласирао у другу савезну лигу.

## Прваци
| Сезона  | Првак               | Клубови у савезним лигама                                                                                          |
| ------- | ------------------- | --- |
| 1946    | Жељезничар Сарајево | |
| 1946/47 | Вележ Мостар        | Жељезничар (I) |
| 1947/48 | Вележ Мостар        | Сарајево (I), Жељезничар (II)                                                                                      |
| 1948/49 | Жељезничар Сарајево | Сарајево (II) |
| 1950    | Босна Сарајево      | Сарајево (I), Жељезничар (II), Вележ, Борац (III)                                                                  |
| 1951    | Борац Бања Лука     | Сарајево (I), Вележ, Жељезничар (II)                                                                               |
| 1952    | Вележ Мостар        | Сарајево (I) |
| 1952/53 | Борац Бања Лука     | Сарајево, Вележ (I)                                                                                                |
| 1953/54 | Зеница              | Сарајево (I), Жељезничар, Вележ, Борац (II)                                                                        |
| 1954/55 | Слобода Тузла       | Сарајево, Жељезничар (I), Вележ, Зеница (II)                                                                       |
| 1955—73 | није играно (зоне)  | |
| 1973/74 | Јединство Бихаћ     | Вележ, Челик, Жељезничар, Слобода, Сарајево, Борац (I), Козара, Искра, Игман, Фамос, Леотар (II)                   |
| 1974/75 | Јединство Брчко     | Вележ, Слобода, Жељезничар, Челик, Сарајево (I), Борац, Леотар, Искра, Фамос, Игман, Ј Бихаћ, Козара (II)          |
| 1975/76 | Рудар Љубија        | Слобода, Сарајево, Вележ, Борац, Жељезничар, Челик (I), Леотар, Ј Бихаћ, Фамос, Ј Брчко, Искра, Игман (II)         |
| 1976/77 | Радник Бијељина     | Слобода, Борац, Вележ, Челик, Сарајево, Жељезничар (I), Ј Бихаћ, Леотар, Фамос, Ј Брчко, Искра, Рудар (II)         |
| 1977/78 | Босна Високо        | Слобода, Вележ, Сарајево, Борац, Челик (I), Жељезничар, Искра, Рудар, Фамос, Леотар, Радник, Ј Бихаћ, Ј Брчко (II) |
| 1978/79 | Јединство Бихаћ     | Сарајево, Вележ, Слобода, Жељезничар, Борац (I), Челик, Босна, Искра, Фамос, Леотар, Радник, Рудар (II)            |
| 1979/80 | Јединство Брчко     | Сарајево, Слобода, Вележ, Жељезничар, Борац, Челик (I), Искра, Леотар, Ј Бихаћ, Босна, Фамос (II)                  |
| 1980/81 | Козара              | Слобода, Вележ, Сарајево, Жељезничар, Борац (I), Искра, Челик, Ј Брчко, Леотар, Ј Бихаћ, Босна (II)                |
| 1981/82 | Радник Бијељина     | Сарајево, Жељезничар, Вележ, Слобода (I), Челик, Искра, Борац, Леотар, Ј Бихаћ, Козара, Ј Брчко (II)               |
| 1982/83 | Слога Добој         | Слобода, Жељезничар, Сарајево, Вележ (I), Челик, Искра, Ј Брчко, леотар, Борац, Ј Бихаћ, Радник, Козара (II)       |
| 1983/84 | Рудар Љубија        | Жељезничар, Сарајево, Вележ, Слобода, Челик (I), Искра, Леотар, Ј Брчко, Ј Бихаћ, Борац, Радник, Слога (II)        |
| 1984/85 | Фамос Храсница      | Сарајево, Жељезничар, Вележ, Слобода, Искра (I), Челик, Ј Брчко, Ј Бихаћ, Борац, Леотар, Рудар, Радник (II)        |
| 1985/86 | Слога Добој         | Вележ, Жељезничар, Слобода, Сарајево, Челик (I), Искра, Леотар, Ј Брчко, Рудар, Борац, Фамос, Ј Бихаћ (II)         |
| 1986/87 | Борац Травник       | Вележ, Жељезничар, Челик, Сарајево, Слобода (I), Леотар, Борац, Ј Брчко, Искра, Рудар, Фамос, Слога (II)           |
| 1987/88 | Радник Бијељина     | Вележ, Слобода, Жељезничар, Сарајево, Челик (I), Леотар, Борац, Искра, Рудар, Фамос, Ј Брчко, Борац Травник (II)   |

### Успешност клубова
| клуб                | Првак | Првак сезоне     |
| ------------------- | ----- | ---------------- |
| Радник Бијељина     | 3     | 1976, 1982, 1988 |
| Вележ Мостар        | 3     | 1947, 1948, 1952 |
| Борац Бања Лука     | 2     | 1951, 1953       |
| Јединство Бихаћ     | 2     | 1974, 1979       |
| Јединство Брчко     | 2     | 1975, 1980       |
| Рудар Љубија        | 2     | 1976, 1984       |
| Слога Добој         | 2     | 1983, 1986       |
| Жељезничар Сарајево | 2     | 1946, 1949       |
| Босна Сарајево      | 1     | 1950             |
| Босна Високо        | 1     | 1978             |
| Борац Травник       | 1     | 1987             |
| Фамос Храсница      | 1     | 1985             |
| Козара              | 1     | 1981             |
| Слобода Тузла       | 1     | 1955             |
| Зеница              | 1     | 1954             |